# الذهب الأبيض (فلم)
الذهب الأبيض (بالإنجليزية: White Gold) هو فيلم جنوب إفريقي صدر عام 2010 من إخراج جايان مودلي وبول رايلتون. الفيلمُ من إنتاج أفريكن لوتس برودكشن (بالإنجليزية: African Lotus Productions) بالتعاون مع سيرانديبتي برودكشن (بالإنجليزية: Serendipity Productions) وأفريكن ميديومز (بالإنجليزية: African Mediums). بُرمج توقيت الإفراجِ عن الفيلم ليتزامن مع الاحتفالات بالذكرى 150 للوجود الهندي في جنوب إفريقيا. الفيلم عبارة عن دراما تاريخية تدور حول تجارب العمال الهنود المستأجرين الذين تم تجنيدهم في مزارع السُكَّر في مستعمرةِ ناتال في القرن التاسع عشر وأطفالهم وأحفادهم. استوحت جيان مودلي وهي كاتبةُ سيناريو الفيلم فضلًا عن مشاركتها في الإخراج القصّة من تاريخ عائلتها في جنوب أفريقيا.